# پورنج
پورنج (به انگلیسی: Kumquat) (اسم محلی آن پُرِنجی است) یا سیتروس ژاپن میوه‌ای از خانوادهٔ مرکبات که شبیه پرتقال است و پوست نارنجی رنگ دارد. درون آن مانند سایر مرکبات لایه لایه است، ولی اندازه و شکل آن مانند خرما است. این میوه معمولاً با پوست خورده می‌شود و از آن مربا نیز تهیه می‌گردد. این میوه در شمال ایران هم می‌روید.

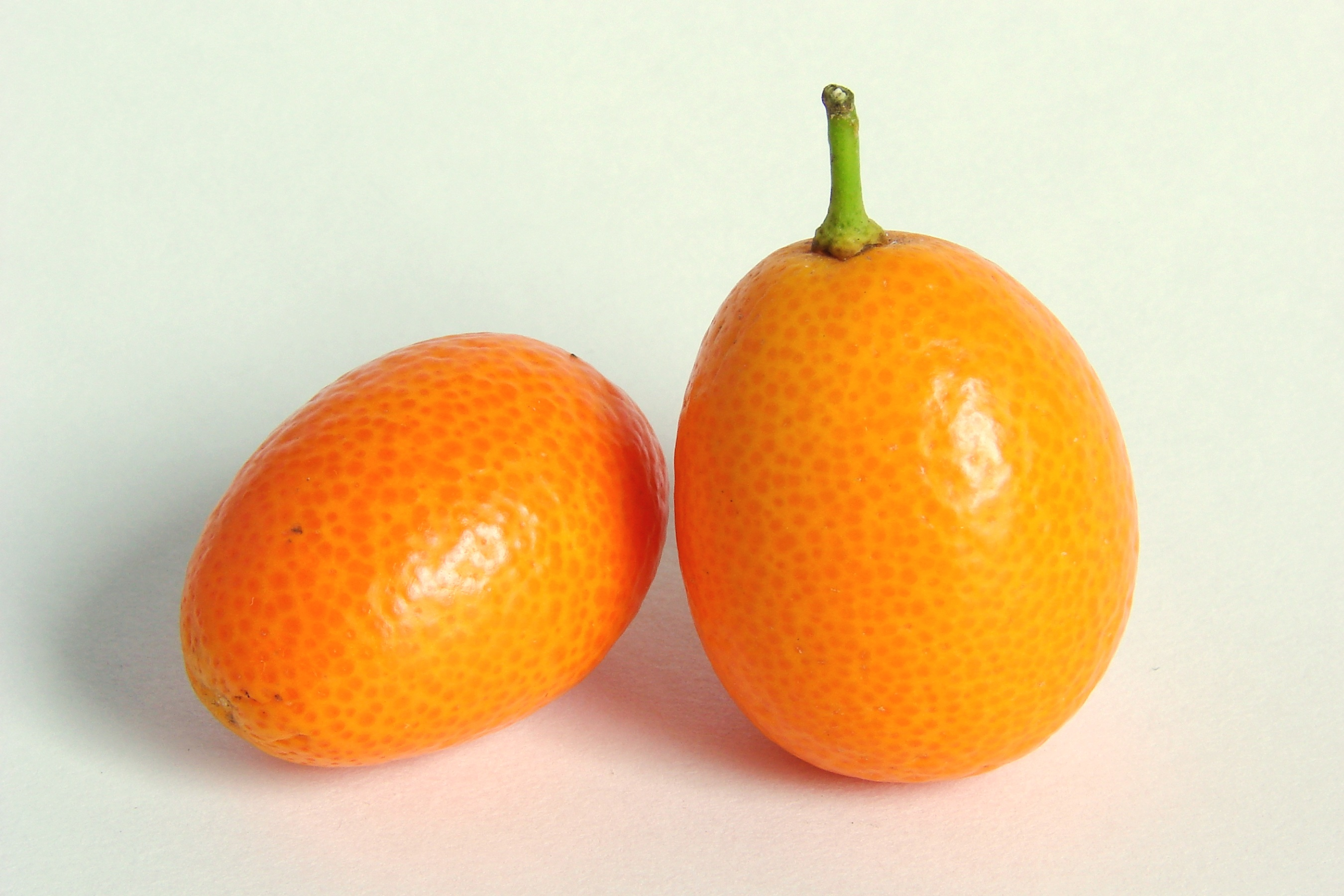
کام کوات

زمستانه – بهاره از خانواده مرکبات بوده و از لحاظ مزه باسایر مرکبات متفاوت است. این میوه ترش مزه و با اسانس بسیار خوش عطر و متفاوت را می‌توان به صورت درسته و با پوست مصرف کرد اما مصرف اصلی آن به صورت مربا می‌باشد.
درخت پورنج دارای برگ‌های ریز و همیشه سبز است و بومی بخشی از کوه‌های جنوب شرق چین است و در حال حاضر به منظور بهره‌برداری از میوه لذیذ آن و همچنین به عنوان یک گیاه تزئینی در نقاط دیگر جهان از جمله ایالات متحده کشت و پرورش داده می‌شود.
در فصل زمستان یک درخت بالغ پورنج می‌تواند وزن چند صد عدد از میوه زیبایش را که هرکدام به اندازه یک زیتون درشت هستند، تحمل کند.

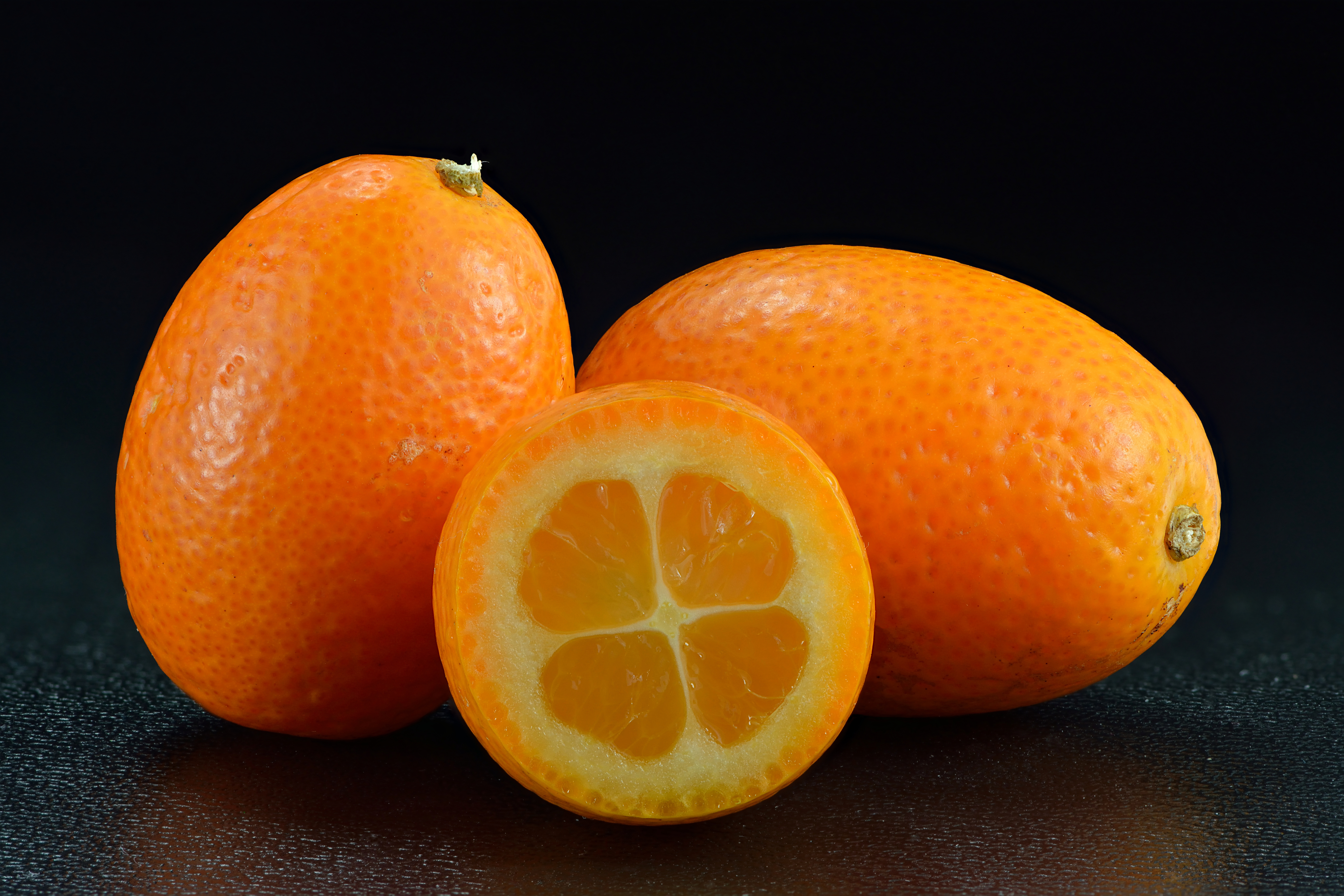

زمانی که میوه پورنج را برش می‌زنیم ظاهری شبیه به یک پرتقال کوچک دارد که پره‌های آن به سفتی به یکدیگر و پوسته خارجی متصل شده‌اند و عموماً یک یا دو عدد هسته در مرکز هر پره وجود دارد. طعم هسته آن، مانند هسته‌های پرتقال تلخ یا ترش است و هنگام خوردن هسته باید از دهان خارج شده و دور ریخته شود.
کامکوآت‌هایی که در باغ یا باغچه کاشته می‌شوند (نه در گلدان)، می‌توانند تا ارتفاع ۲٫۵ متر و عرض ۱۸۰ سانتی‌متر رشد کنند.

## ارزش غذایی

### واژه‌شناسی
نام پورنج در واقع مشتق شده از ۳ واژه ترکیبی پو به معنی پرتقال و ر به معنی ریز و نج به معنی نارنج می‌باشد، که اهالی مازندران و گیلان بر روی آن گذاشته‌اند.